# توني ويست (لاعب دارت)
توني ويست (بالإنجليزية: Tony West)‏ هو لاعب دارت بريطاني، ولد في 7 يوليو 1972 في Waltham Abbey ‏ في المملكة المتحدة.

## وصلات خارجية
- توني ويست على موقع DartsDatabase.co.uk (الإنجليزية)